# Русалевка
Русалевка — деревня в Пермском крае России. Входит в Чайковский городской округ.

## Географическое положение
Расположена в 4 км к северу от села Фоки.

## История
На северо-востоке территории деревни обнаружена стоянка древнего человека (городище Усть-Букорок) возрастом приблизительно 5 тысяч лет, которая была внесена в списки памятников археологии и охраняемых объектов культурного наследия).
Деревня Русалевка образована в 1962 г. при объединении деревень Русалевка, Конезавод и поселка РТС в единый населенный пункт с названием Октябрьский, но это название не прижилось.
С 2004 по 2018 гг. деревня входила в Фокинское сельское поселение Чайковского муниципального района.

## Население
| 2007 | 2010 |
| ---- | ---- |
| 213  | ↗267 |

## Улицы
В деревне имеются улицы:
- Береговая ул.
- Набережная ул.
- Речная ул.
- Суетовский пер.
- Трактовая ул.

## Топографические карты
- Лист карты O-40-109 Чайковский. Масштаб: 1 : 100 000. Состояние местности на 1982 год. Издание 1983 г.